# Jornostaivka (Kajovka)
Jornostaivka (en ucraniano: Горностаївка, romanizado: Hornostaivka; en ruso: Горностаевка, romanizado: Gornostaevka) es un pueblo ucraniano perteneciente al óblast de Jersón. Situado en el sur del país, forma parte del raión de Kajovka y del municipio (hromada) de Jornostaivka.
El pueblo se encuentra ocupado por Rusia desde marzo de 2022 en el marco de la invasión rusa de Ucrania.

## Geografía
Jornostaivka está en la orilla izquierda del embalse de Kajovka en el río Dniéper. El asentamiento se encuentra 54 km al noreste de Nueva Kajovka y 128 km al noreste de Jersón. 

## Historia
Jornostaivka fue fundada a fines del siglo XVIII por colonos de las gobernaciones de Poltava y Chernígiv.  
A partir de 1886, 3.893 personas vivían en la aldea que pertenecía al raión de Jersón, gobernación de Táurida. 
En 1923, como resultado de la primera reforma de la división administrativo-territorial de la RSS de Ucrania, se formó el raión de Jersón, que incluía a Jornostaivka. Después de la formación del distrito en 1923, comenzó un aumento en la alfabetización entre la población adulta. Dos años después, se crearon en la región 19 programas educativos y 6 escuelas de analfabetismo, en las que estudiaban mayoritariamente mujeres de 18 a 50 años. El analfabetismo fue superado a fines de la década de 1930. En 1928 se inició la colectivización masiva de las haciendas campesinas, que finalizó antes de 1933. 
Durante la Segunda Guerra Mundial, el pueblo estuvo ocupado por tropas de la Wehrmacht desde el 11 de septiembre de 1941 hasta el 2 de noviembre de 1943.  
Jornostaivka tiene el estatus de asentamiento de tipo urbano desde 1956 y el raión de Jornostaivka se formó el 4 de enero de 1965. En 1972 funcionaba aquí una fábrica de mantequilla y talleres para la reparación de cosechadoras de cereales.
Hasta el 18 de julio de 2020, Jornostaivka fue el centro del raión homónimo. El raión se abolió en julio de 2020 como parte de la reforma administrativa de Ucrania, que redujo el número de rayones del óblast de Jersón a cinco. El área del raión de Jornostaivka se fusionó con el raión de Kajovka.En 2023, Jornostaivka perdió el estatus de asentamiento de tipo urbano debido a la eliminación de este estatus administrativo.
Durante la invasión rusa de Ucrania, Jornostaivka fue ocupada por tropas rusas. Las autoridades de ocupación rusas destruyeron el monumento "Al Día de la Independencia de Ucrania" y el letrero conmemorativo "Luchadores por la libertad y la independencia de Ucrania" instalado en el pueblo con una grúa.

## Demografía
La evolución de la población de Jornostaivka entre 1886 y 2022 fue la siguiente:
| 3893                                                          | 4379 | 5067 | 5867 | 6428 | 7023 | 6650 | 6541 | 6290 |
| (Fuente: Cities & Towns of Ukraine y UKRAINE: Größere Städte) |      |      |      |      |      |      |      |      |

Según el censo de 2001, la lengua materna de la mayoría de los habitantes, el 93,78%, es el ucraniano; del 5,47% es el ruso.

## Infraestructura

### Transporte
Jornostaivka tiene acceso a una carretera pavimentada que sigue la orilla izquierda del Dniéper y conecta Kajovka con Kámianka-Dniprovska. En Kajovka, hay acceso a la autopista M14 que conecta Jersón con Mariúpol a través de Melitópol. En el área del pueblo de Jornostaivka, hay un muelle para barcazas y embarcaciones del tipo "río-mar".  